# Ivan XVI., protupapa
Protupapa Ivan XVI., rođen kao John Filagatto, katolički protupapa od 997. do 998. godine. 